# Red House Painters
Red House Painters war eine 1989 in San Francisco gegründete Rockband. Ihre gelegentlich als Slowcore oder Sadcore bezeichnete Musik ist eine Spielart des Alternative Rock, die von stark zurückgenommenem Tempo, filigranen Gitarrenlinien und dem eindringlichen Gesang des Kopfes der Band, Mark Kozelek, geprägt war. Der größte Teil der Aufnahmen der Red House Painters erschien bei 4AD Records in England. Seit Ende der 1990er Jahre widmet sich Kozelek in erster Linie anderen Projekten wie Sun Kil Moon.

## Diskografie
- 1992: Down Colorful Hill (4AD)
- 1993: Red House Painters aka Rollercoaster (4AD)
- 1993: Red House Painters aka Bridge (4AD)
- 1994: Shock Me EP (4AD)
- 1995: Ocean Beach (4AD)
- 1996: Songs for a Blue Guitar (Supreme Records/Island Records)
- 1999: Retrospective (4AD)
- 2001: Old Ramon (Sub Pop)